# Tongbai
Tongbai  (en chino, 桐柏; pinyin, Tóngbǎi) es un condado  bajo la administración directa de la Prefectura Nanyang en la Provincia de Henan, República Popular China.  Su área es de 1913 km² y su población total para 2020 superó los 370 mil habitantes. 

## Administración
Desde mayo de 2025, el  Condado Tongbai  se divide en 16 pueblos  administrados en 1 subdistrito, 12  poblados y 3 villas.

## Toponimia
Durante la dinastía Sui  el antiguo Condado Huai'an (淮安县) fue renombrado Tongbai debido a que está ubicado al pie de la montaña Tongbai (桐柏山), recibe el nombre de la montaña.